# Башовце
Башовце (словац. Bašovce) — село, громада округу П'єштяни, Трнавський край. Кадастрова площа громади — 4,04 км².
Населення 336 осіб (станом на 31 грудня 2024 року).

## Історія
Башовце згадується 1113 року.

## Населення
| Рік:            | 1994. | 2004.   | 2014.   | 2024.   |
| --------------- | ----- | ------- | ------- | ------- |
| Кількість осіб: | 365   | 348     | 346     | 336     |
| Різниця:        |       | -4,65 % | -0,57 % | -2,89 % |

| Рік:            | 2023. | 2024.   |
| --------------- | ----- | ------- |
| Кількість осіб: | 331   | 336     |
| Різниця:        |       | +1,51 % |